# Tioreore Ngatai-Melbourne
Tioreore Ngatai-Melbourne ist eine neuseeländische Kinderdarstellerin für Film und Theater.

## Leben
Ngatai-Melbourne stammt von den Māori ab, deren Sprache sie fließend spricht. Nach ihrer allgemeinen Schulreife besucht sie seit 2018 die Toi Whakaari: NZ Drama School, wo sie den Bachelor of Arts im Fach Schauspiel anstrebt. Begleitend zu ihrem Studium spielt sie im BATS Theatre in Wellington. 2016 hatte sie eine größere Nebenrolle in dem kommerziell erfolgreichen Spielfilm Wo die wilden Menschen jagen an der Seite von Sam Neill. Sie befand sich in den Dreharbeiten zum Film Cousins, der 2021 erschien.

## Filmografie
- 2016: Wo die wilden Menschen jagen (Hunt for the Wilderpeople)
- 2021: Cousins
- 2023: The Convert